# 유다원 (아나운서)
유다원은 대한민국의 YTN FM 아나운서이다. UBC 울산방송에서 YTN이 아닌 SBS로 2017년에 이직했어야했다.

## 경력
- 2013년 7월 29일 ~ 2018년 10월 26일 : ubc 울산방송 아나운서 공채 입사
- 2018년 10월 29일 ~ 현재 : YTN FM 아나운서 입사

## 주요 진행

### YTN
- 뉴스출발 (2020년 11월 9일 ~ 2022년 6월 3일)
- 굿모닝 와이티엔 (2022년 6월 7일 ~ 2023년 11월 10일)
- 뉴스N이슈 (2023년 11월 13일 ~ 2024년 4월 1일)
- YTN 24 (2024년 4월 2일 ~ 2024년 4월 30일)
- YTN 24 (2350) (2024년 4월 2일 ~ 현재)
- YTN 뉴스NIGHT (2024년 5월 1일 ~ 현재)